# Gustaf Olofsson (Stenbock) till Torpa
Gustaf Olofsson till Torpa (Gustaf Olofsson Stenbock den yngre), född mellan 1504 och 1508, död 24 maj 1571 på Strömsholms slott, var en svensk friherre, riksråd, riksmarsk och lagman i Västergötland. 

## Biografi
Gustaf Olofsson var son till Olof Arvidsson (Stenbock) och Karin Haraldsdotter. 
År 1531 åtföljde Gustaf Olofsson den beskickning som hämtade Gustav Vasas första gemål, Katarina av Sachsen-Lauenburg, till Sverige. Tre år senare utnämndes han till riksråd. Han blev ståthållare i Västergötland 1540, och åren 1542–1543 förde han befäl över de kungliga styrkorna i Dackefejden. Vid Erik XIV:s kröning 1561 upphöjdes han till friherre och fick Kinds och Marks härader i Västergötland, samt anförtroddes Älvsborgs slott och län. År 1569 utnämndes han till riksmarsk.

### Familj
Gustaf Olofsson gifte sig i september 1531 med Brita Eriksdotter (Leijonhufvud) (1514–1572), dotter till lagmannen Erik Abrahamsson (Leijonhufvud) och Ebba Eriksdotter (Vasa). De fick tillsammans barnen Beata Gustavsdotter (Stenbock) (1533–1583) som var gift med riksdrotsen Per Brahe den äldre, drottningen Katarina Gustavsdotter (Stenbock), (1535–1621) som var gift med kung Gustav Vasa, riksrådet Olof Gustavsson (Stenbock) (1536–1599), fältöversten Erik Gustavsson (Stenbock) (1538-1602), Anna Gustavsdotter (Stenbock) (född 1539 eller 1540), ståthållaren Arvid Gustafsson (Stenbock) (1541-1607), krigskommissarien Abraham Gustafsson Stenbock (död 1567), Margareta Gustavsdotter (Stenbock) (död 1583), Cecilia Gustavsdotter (Stenbock) (1545–1626) som var gift med riddaren Gustaf Johansson (tre rosor), Ebba Gustavsdotter (Stenbock) (död 1614) som var gift med översteamiralen Klas Fleming, Sten Gustavsson (Stenbock) (död 1573), Märta Gustavsdotter (Stenbock), Anna Gustavsdotter (Stenbock) (död 1573), ståthållaren Karl Gustavsson (Stenbock) (död 1609) och Johan Gustavsson (Stenbock).
Erik Abrahamsson (Leijonhufvud) som i egenskap av syster till drottning Margareta Eriksdotter (Leijonhufvud) blev svägerska till kung Gustav Vasa 1536. Han hade blivit trolovad med Brita av Gustav Vasa vid dennes bröllop med Katarina av Sachsen-Lauenburg.